# Metanema excavaria
Metanema excavaria är en fjärilsart som beskrevs av William Schaus 1901. Metanema excavaria ingår i släktet Metanema och familjen mätare. Inga underarter finns listade i Catalogue of Life.